# Philadelphia Eagles 2008
La stagione sportiva 2008 dei Philadelphia Eagles è stata la 76ª della squadra disputata nella National Football League. Gli Eagles hanno giocato le partite in casa al Lincoln Financial Field di Filadelfia. Per la 10ª stagione consecutiva la squadra è stata guidata dall'allenatore capo Andy Reid.
La squadra ha terminato la stagione regolare con un risultato di 9 vittorie, 6 sconfitte e 1 pareggio classificandosi al secondo posto della NFC East. Nei play-off, dopo la vittoria nel Wild Card Game in casa dei Minnesota Vikings e nel Divisional playoff in casa dei New York Giants, vennero sconfitti nel NFC Championship Game dagli Arizona Cardinals.

## Roster

### Cessioni
I principali giocatori ceduti nella stagione 2008 furono i seguenti
| Ruolo | Giocatore     | Nuova squadra       | Contropartita |
| ----- | ------------- | ------------------- | ------------- |
| CB    | William James | Buffalo Bills       | free agent    |
| DE    | Jevon Kearse  | Tennessee Titans    | free agent    |
| LB    | Takeo Spikes  | San Francisco 49ers | free agent    |
| FB    | Thomas Tapeh  | Minnesota Vikings   | free agent    |

### Acquisizioni
I principali giocatori acquisiti nella stagione 2008 furono i seguenti
| Ruolo | Giocatore     | Squadra precedente   | Contropartita                          |
| ----- | ------------- | -------------------- | -------------------------------------- |
| DE    | Chris Clemons | Oakland Raiders      | free agent                             |
| DT/FB | Dan Klecko    | Indianapolis Colts   | free agent                             |
| FB    | Luke Lawton   | Indianapolis Colts   | scelta condizionata nel Draft NFL 2009 |
| CB    | Asante Samuel | New England Patriots | free agent                             |
| TE    | L.J. Smith    |                      | franchise tag                          |

### Il draft 2008
I seguenti giocatori sono stati acquisiti dalle università nel Draft NFL 2008.
| Scelta | Scelta   | Giocatore         | Ruolo | Università                       |
| Turno  | Assoluta | Giocatore         | Ruolo | Università                       |
| ------ | -------- | ----------------- | ----- | -------------------------------- |
| 2      | 47       | Trevor Laws       | DT    | University of Notre Dame         |
| 2      | 49       | DeSean Jackson    | WR    | Università della California      |
| 3      | 80       | Bryan Smith       | DE    | McNeese State University         |
| 4      | 109      | Mike McGlynn      | OT    | University of Pittsburgh         |
| 4      | 117      | Quintin Demps     | S     | University of Texas at El Paso   |
| 4      | 131      | Jack Ikegwuonu    | CB    | Università del Wisconsin-Madison |
| 6      | 184      | Mike Gibson       | OT    | Università della California      |
| 6      | 200      | Joe Mays          | LB    | North Dakota State University    |
| 6      | 203      | Andrew Studebaker | DE    | Wheaton College (Illinois)       |
| 7      | 230      | King Dunlap       | OT    | Auburn University                |

| Roster dei Philadelphia Eagles del 2008 |
| --- |
| Quarterback - 4 Kevin Kolb - 5 Donovan McNabb Running Back - 25 Lorenzo Booker - 28 Correl Buckhalter - 32 Kyle Eckel - 29 Tony Hunt - 36 Brian Westbrook Wide Receiver - 81 Jason Avant - 84 Hank Baskett - 86 Reggie Brown - 80 Kevin Curtis - 10 DeSean Jackson PR - 83 Greg Lewis Tight End - 87 Brent Celek - 89 Matt Schobel - 82 L.J. Smith Offensive Linemen - 73 Shawn Andrews G/T - 59 Nick Cole C - 79 Todd Herremans T - 67 Jamaal Jackson C/G - 62 Max Jean-Gilles G - 74 Winston Justice T - 77 Mike McGlynn G - 69 John Runyan T - 72 Tra Thomas T Defensive Linemen - 95 Victor Abiamiri DE - 97 Brodrick Bunkley DT - 58 Trent Cole DE/LB - 57 Chris Gokong DE/LB - 90 Darren Howard DE - 68 Dan Klecko DT - 93 Trevor Laws DT - 75 Juqua Parker DE - 98 Mike Patterson DT Linebacker - 55 Stewart Bradley - 91 Chris Clemons - 50 Torrance Daniels - 96 Omar Gaither - 56 Akeem Jordan - 51 Joe Mays - 54 Tracy White Defensive Back - 24 Sheldon Brown CB - 37 Sean Considine SS/KR - 20 Brian Dawkins FS - 39 Quintin Demps FS - 21 Joselio Hanson CB - 27 Quintin Mikell S - 30 J.R. Reed S/KR - 22 Asante Samuel CB - 26 Lito Sheppard CB Special Team - 2 David Akers K - 46 Jon Dorenbos LS - 6 Sav Rocca P |
| Legenda - I rookie sono in corsivo. - Il primo ruolo è il principale mentre gli eventuali successivi indicano i ruoli secondari. - (IR) sta per Injured Reserve ed indica la lista ristretta per un solo giocatore infortunato che può tornare ad allenarsi dopo la settimana 6 e a rientrare in prima squadra dopo che questa ha giocato 8 partite. - (NF-Inj.) / (NF-Ill.) stanno rispettivamente per Non-Football Injured e Non-Football Illness ed indicano le liste dove viene inserito un giocatore che ha un infortunio o una malattia non dipendente dal football americano. - (PUP) sta per Physically Unable to Perform ed indica la lista dove viene inserito un giocatore mentre è in attesa di recuperare la condizione fisica. Nella stagione regolare dopo la sesta partita giocata dalla propria squadra, il giocatore ha tempo tre settimane per riprendere ad allenarsi, più tre settimane aggiuntive dal suo rientro agli allenamenti per rientrare in prima squadra. |

## Risultati

### Pre-campionato
| Pittsburgh 8 agosto 2008, ore 18:30 UTC-4 | Philadelphia Eagles | 10 – 16 (3-7 7-3 0-0 0-6) referto | Pittsburgh Steelers | Heinz Field (57.410 spett.) |

| Filadelfia 14 agosto 2008, ore 19:30 UTC-4 | Carolina Panthers | 13 – 24 (7-0 3-0 0-0 3-24) referto | Philadelphia Eagles | Lincoln Financial Field (68.594 spett.) |

| Foxborough 22 agosto 2008, ore 19:30 UTC-4 | Philadelphia Eagles | 27 – 17 (3-0 21-3 3-0 0-14) referto | New England Patriots | Gillette Stadium (68.756 spett.) |

| Filadelfia 28 agosto 2008, ore 19:30 UTC-4 | New York Jets | 27 – 20 (0-10 10-3 7-0 10-7) referto | Philadelphia Eagles | Lincoln Financial Field (67.594 spett.) |

### Stagione regolare
1ª giornata
| Filadelfia 7 settembre 2008, ore 13:00 UTC-4 | Saint Louis Rams | 3 – 38 (0-14 0-7 0-10 3-7) referto | Philadelphia Eagles | Lincoln Financial Stadium (69.144 spett.) |

2ª giornata
| Dallas 15 settembre 2008, ore 20:30 UTC-4 | Philadelphia Eagles | 37 – 41 (6-14 24-10 0-7 7-10) referto | Dallas Cowboys | Cowboys Stadium (63.472 spett.) |

3ª giornata
| Filadelfia 21 settembre 2008, ore 16:15 UTC-4 | Pittsburgh Steelers | 6 – 15 (3-0 3-10 0-0 0-5) referto | Philadelphia Eagles | Lincoln Financial Stadium (69.144 spett.) |

4ª giornata
| Chicago 28 settembre 2008, ore 20:15 UTC-4 | Philadelphia Eagles | 20 – 24 (7-7 7-14 3-0 3-3) referto | Chicago Bears | Soldier Field (62.099 spett.) |

5ª giornata
| Filadelfia 5 ottobre 2008, ore 13:00 UTC-4 | Washington Redskins | 23 – 17 (0-14 9-0 7-0 7-3) referto | Philadelphia Eagles | Lincoln Financial Stadium (69.144 spett.) |

6ª giornata
| San Francisco 12 ottobre 2008, ore 20:15 UTC-4 | Philadelphia Eagles | 40 – 26 (7-6 10-10 0-10 23-0) referto | San Francisco 49ers | Candlestick Park (67.640 spett.) |

7ª giornatariposo
8ª giornata
| Filadelfia 27 ottobre 2008, ore 13:00 UTC-4 | Atlanta Falcons | 14 – 27 (0-0 7-10 0-7 7-10) referto | Philadelphia Eagles | Lincoln Financial Stadium (69.144 spett.) |

9ª giornata
| Seattle 2 novembre 2008, ore 17:15 UTC-5 | Philadelphia Eagles | 26 – 7 (0-7 14-0 6-0 6-0) referto | Seattle Seahawks | Qwest Field (68.055 spett.) |

10ª giornata
| Filadelfia 9 novembre 2008, ore 20:15 UTC-5 | New York Giants | 36 – 31 (10-7 10-10 7-7 9-7) referto | Philadelphia Eagles | Lincoln Financial Stadium (69.144 spett.) |

11ª giornata
| Cincinnati 16 novembre 2008, ore 13:00 UTC-5 | Philadelphia Eagles | 13 – 13 (0-0 3-10 7-3 3-0 0-0) referto | Cincinnati Bengals | Paul Brown Stadium (64.633 spett.) |

12ª giornata
| Baltimora 23 novembre 2008, ore 13:00 UTC-5 | Philadelphia Eagles | 7 – 36 (0-0 7-10 0-2 0-24) referto | Baltimore Ravens | M&T Bank Stadium (71.379 spett.) |

13ª giornata
| Filadelfia 27 novembre 2008, ore 20:15 UTC-5 | Arizona Cardinals | 20 – 48 (0-14 7-10 6-10 7-14) referto | Philadelphia Eagles | Lincoln Financial Stadium (69.144 spett.) |

14ª giornata
| East Rutherford 7 dicembre 2008, ore 13:00 UTC-5 | Philadelphia Eagles | 20 – 14 (3-0 7-7 0-0 10-7) referto | New York Giants | Giants Stadium (79.003 spett.) |

15ª giornata
| Filadelfia 15 dicembre 2008, ore 20:15 UTC-5 | Cleveland Browns | 10 – 30 (3-10 0-7 0-3 7-10) referto | Philadelphia Eagles | Lincoln Financial Stadium (69.144 spett.) |

16ª giornata
| Landover 21 dicembre 2008, ore 16:15 UTC-5 | Philadelphia Eagles | 3 – 10 (0-0 0-3 3-7 0-0) referto | Washington Redskins | FedExField (82.412 spett.) |

17ª giornata
| Filadelfia 28 dicembre 2008, ore 16:15 UTC-5 | Dallas Cowboys | 6 – 44 (3-3 0-24 0-17 3-0) referto | Philadelphia Eagles | Lincoln Financial Stadium (69.144 spett.) |

### Play-off
Wild Card Game
| Minneapolis 4 gennaio 2009, ore 16:40 UTC-5 | Philadelphia Eagles | 26 – 14 (6-0 10-14 0-0 10-0) referto | Minnesota Vikings | Hubert H. Humphrey Metrodome (61.746 spett.) |

Divisional playoff
| East Rutherford 11 gennaio 2009, ore 13:00 UTC-5 | Philadelphia Eagles | 26 – 14 (7-3 3-5 3-3 10-0) referto | New York Giants | Giants Stadium (79.193 spett.) |

NFC Championship Game
| Glendale 18 gennaio 2009, ore 13:00 UTC-7 | Philadelphia Eagles | 25 – 32 (3-7 3-17 13-0 6-8) referto | Arizona Cardinals | University of Phoenix Stadium (70.650 spett.) |

## Premi

### Partecipanti al Pro Bowl
Al termine della stagione i seguenti giocatori degli Eagles parteciparono al Pro Bowl 2009
- Brian Dawkins
- Asante Samuel

### Eletti All-Pro 2008
Al termine della stagione i seguenti giocatori degli Eagles vennero eletti nella squadra All-Pro del 2008
prima squadra
- nessuno

seconda squadra
- Quintin Mikell